# Museo della Follia
Il Museo della Follia è un progetto espositivo itinerante a cura di Vittorio Sgarbi, realizzato da Cesare Inzerillo, Sara Pallavicini, Giovanni Lettini e Stefano Morelli, che comprende oltre 200 opere tra dipinti, fotografie, sculture, oggetti e installazioni multimediali a tema “Follia".
La mostra si arricchisce, di volta in volta, con opere diverse a seconda della città in cui, temporaneamente, risiede.
La presentazione avvenne in anteprima mondiale alla 54ª Esposizione Internazionale d’Arte della Biennale di Venezia, nel 2011, mentre la prima edizione ebbe luogo a Matera.
(Vittorio Sgarbi)
«La follia è ragione di dolore ma anche fonte di liberazione creativa: non esiste davvero la follia in termini assoluti, ma se esiste è un bene per chi ne esce attraverso l’arte» (Sgarbi, inaugurazione della mostra di Mantova)

## Edizioni
- 2011: Biennale di Venezia. Padiglione Italia. Presentazione in anteprima mondiale presso la 54ª Esposizione Internazionale d’Arte della Biennale di Venezia.
- 2012: Sassi di Matera, Convicinio di S. Antonio (18/08/2012-30/09/2012)[5]
- 2015: Mantova, Palazzo della Ragione, Expo (19/05/2015-10/01/2016) Allestita in collaborazione con Regione Lombardia per l’Esposizione Internazionale del 2015.[6]
- 2016: Catania, Castello Ursino (22/04/2016-12/02/2017)[7]
- 2017: Da Goya a Bacon, Salò, MuSa- Museo di Salò (11/03/2017-19/11/2017)[8]
- 2018: Da Goya a Maradona, Napoli (13/06/2018-)[9]
- 2019: Lucca, Cavallerizza di Piazzale Verdi (27/02/2019-22/09/2019)

## Artisti esposti
- Lorenzo Alessandri
- Attilio Andreoli
- Agostino Arrivabene
- Natale Attanasio
- Francis Bacon
- Vincenzo Baldini
- Renato Bertelli
- Sandro Bettin
- Michele Cammarano
- Claudio Centimeri
- Filippo Antonio Cifariello

- Tranquillo Cremona
- Luca Crocicchi
- Ulderica Da Pozzo
- De Regis
- Fortunato Duranti
- Gaetano Esposito
- Giovanni Gasparro
- Vincenzo Gemito
- Pietro Ghizzardi
- Gaetano Giuffrè
- Francisco Goya

- Cesare Inzerillo
- Ernesto Lamagna
- Silvestro Lega
- Antonio Ligabue
- Raimondo Lorenzetti
- Gianni Lucchesi
- Giovanni Macciotta
- Alberto Magri
- Antonio Mancini
- Marilena Manzella
- Diego Armando Maradona

- Ottavio Mazzonis
- Tarcisio Merati
- Gaspare Palazzolo
- Fidia Palla
- Alessandro Papetti
- Tancredi Parmeggiani
- Fausto Pirandello
- Mario Puccini
- Enrico Robusti
- Gino Sandri
- Fabrizio Sclocchini

- Luigi Serafini
- Nicola Sferruzza
- Telemaco Signorini
- Studio Azzurro
- Cesare Tallone
- Venturino Venturi
- Lorenzo Viani
- Adolfo Wildt
- Carlo Zinelli
- Nico Bruchi